# سوپر جام فوتبال ژاپن
سوپر جام فوتبال ژاپن یک مسابقه فوتبال در ژاپن است که هر ساله بین قهرمان جی‌لیگ و جام امپراتور برگزار می‌شود. این بازی معمولاً در اواخر فوریه هر سال انجام می‌شود.
کاشیما آنتلرز با ۶ قهرمانی در این مسابقات رکورددار است.

## پر افتخارترین تیم ها
۱ _ کاشیما آنتلرز : ۶ قهرمانی  و ۴ نایب قهرمانی 
۲ _ اوراوا رد دیاموندز : ۴ قهرمانی و ۵ نایب قهرمانی
۳ _ توکیو وردی : ۴ قهرمانی و ۱ نایب قهرمانی 
۴_ سانفریس هیروشیما : ۴ قهرمانی و ۱ نایب قهرمانی 
۵_ جوبیلو ایواتا : ۳ قهرمانی و ۲ نایب قهرمانی 
۶_ گامبا اوزاکا : ۲ قهرمانی و ۴ نایب قهرمانی
۷_ شونان : ۲ قهرمانی و ۲ نایب قهرمانی
۸_سرزو اوزاکا : ۲ قهرمانی و  ۲ نایب قهرمانی
۹ شیمیزو اس پلاس : ۲ قهرمانی و ۱نایب قهرمانی
۱۰ ناگویا : ۲قهرمانی و ۱نایب قهرمانی
۱۱ کاشیوا ریسول : ۱قهرمانی و  ۱ نایب قهرمانی 
۱۲ کاوازاکی : ۱ قهرمانی  و۱نایب قهرمانی
۱۳ جی اف یونایتد : ۱ قهرمانی